# Alejandro Fernández
Alejandro Fernández, właśc. Alejandro Fernández Abarca (ur. 24 kwietnia 1971 w Guadalajarze) – meksykański piosenkarz, aktor i autor tekstów.
Syn Vicente Fernándeza – meksykańskiego wokalisty i producenta muzycznego. Przez fanów nazywany El Potrillo (Colt). Zdobywca wielu nagród Latin Grammy Awards. Sprzedał ponad 20 milionów albumów na całym świecie. Po raz pierwszy wystąpił publicznie w 1977 r. Na scenie muzycznej występował z takimi artystami jak: Plácido Domingo, Marc Anthony, José Carreras, Chayanne, Amaia Montero, Joan Sebastian, Gloria Estefan, Malú, Julio Iglesias, Patricia Kaas, Miguel Bosé, Mario Frangoulis, Ednita Nazario, Yuri, Franco De Vita, Diego El Cigala, Christina Aguilera, Nelly Furtado czy Beyoncé.

## Dyskografia
- 1992 – Alejandro Fernandez
- 1993 – Piel De Niña
- 1995 – Que Seas Muy Feliz
- 1996 – Muy Dentro de Mi Corazon
- 1999 – Mi Verdad
- 2000 – Entre tus brazos
- 2001 – Orígenes
- 2002 – Un Canto De México
- 2003 – Niña Amada Mía
- 2003 – En Vivo: Juntos Por Ultima Vez
- 2004 – Zapata: El sueño del héroe
- 2004 – A Corazón Abierto
- 2005 – México – Madrid: En Directo y Sin Escalas
- 2007 – Viento A Favor
- 2005 – 15 Años de Éxitos
- 2008 – De Noche: Clásicos A Mi Manera
- 2009 – Dos mundos: Evolución / Dos mundos: Tradición
- 2010 – Mas Romantico Que Nunca: Sus Grandes Exitos Romanticos
- 2010 – Mexicanisimo: Sus Mas Grandes Exitos Rancheros
- 2010 – Dos Mundos: Revolución
- 2013 − Confidencias

## Piosenki w telenowelach
- 2015-2016: A que no me dejas - utwór A que no me dejas (Ft. Alejandro Sanz)
- 2014-2015: Hasta el fin del mundo - utwór Te amaré
- 2013: Burza  - utwór Hoy tengo ganas de ti (Ft. Christina Aguilera)
- 2012-2013: Sos mi hombre - utwór Miénteme
- 2008: Mañana es para siempre - utwór Mañana es para siempre
- 2007: Tormenta en el paraíso - utwór No se me hace fácil
- 2007: Zorro utwór Amor Gitano (Ft. Beyoncé)
- 2005: La esposa virgen - utwór ¿Qué voy a hacer con mi amor?
- 2003: Córka przeznaczenia - utwory Niña amada mía i Mátalas
- 2001: Amantes del desierto - utwór Dos Corazones, Dos Historias (Ft. Julio Iglesias)
- 2001: Prawo do szczęścia - utwór Quisiera
- 2000-2001: Angélica Pecado - utwór Estás Aquí
- 2000: Barwy miłości - utwór Quiéreme
- 1999: Infierno en el paraíso - utwór Si he sabido amor
- 1997-1998: Maria Izabela - utwór Si tú supieras